# Werba (rejon dubieński)
Werba (ukr. Верба) – wieś w rejonie dubieńskim obwodu rówieńskiego. W II Rzeczypospolitej miejscowość była siedzibą gminy wiejskiej Werba w powiecie dubieńskim województwa wołyńskiego. Wieś liczy 2863 mieszkańców.
Znajduje się tu stacja kolejowa Werba, położona na linii Lwów – Zdołbunów.
Była wzmiankowana w książce Mariana Dubieckiego Na kresach i za kresami, w rozdziale Ostatni z Sieniutów.

## Historia
Do 1942 roku większość mieszkańców miejscowości stanowili Żydzi w liczbie ponad 400. 20 maja 1942 roku okupacyjne władze niemieckie utworzyły w Werbie dla Żydów getto, jednak już po 10 dniach 285 z nich rozstrzelano w pobliżu wsi Granówka. Pozostałych, ukrywających się około 80 osób, zabito pod koniec lata tego roku.
Ludność polska w Werbie w liczbie kilkunastu rodzin od 1942 roku była terroryzowana przez policję ukraińską oraz przez donosy Ukraińców do władz niemieckich, wyniku czego zginęło 8 Polaków. Po napadzie UPA w maju 1943 na miejscowy magazyn, większość Polaków uciekła do Dubna.

## Galeria

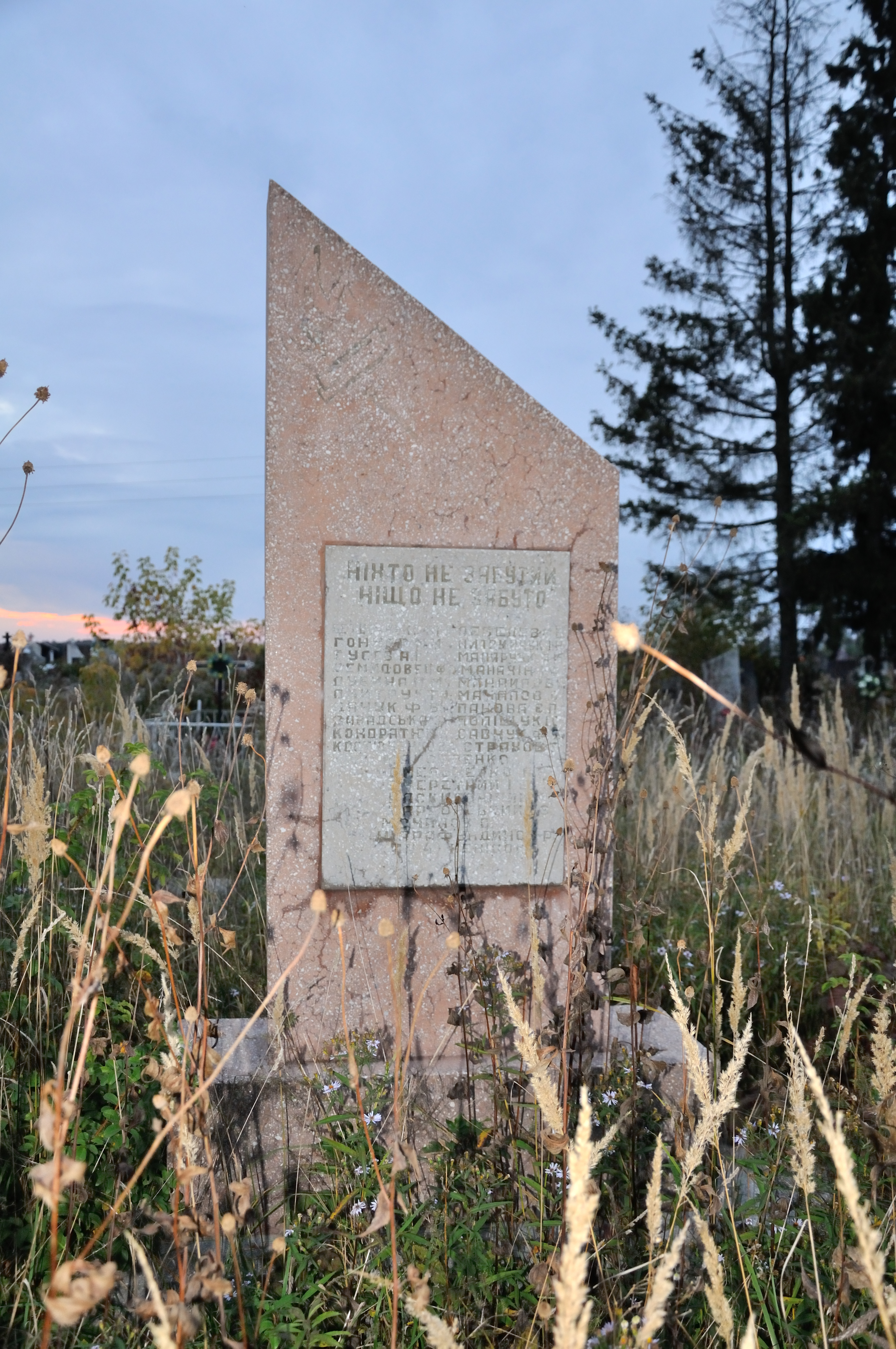
Mogiła żołnierzy radzieckich
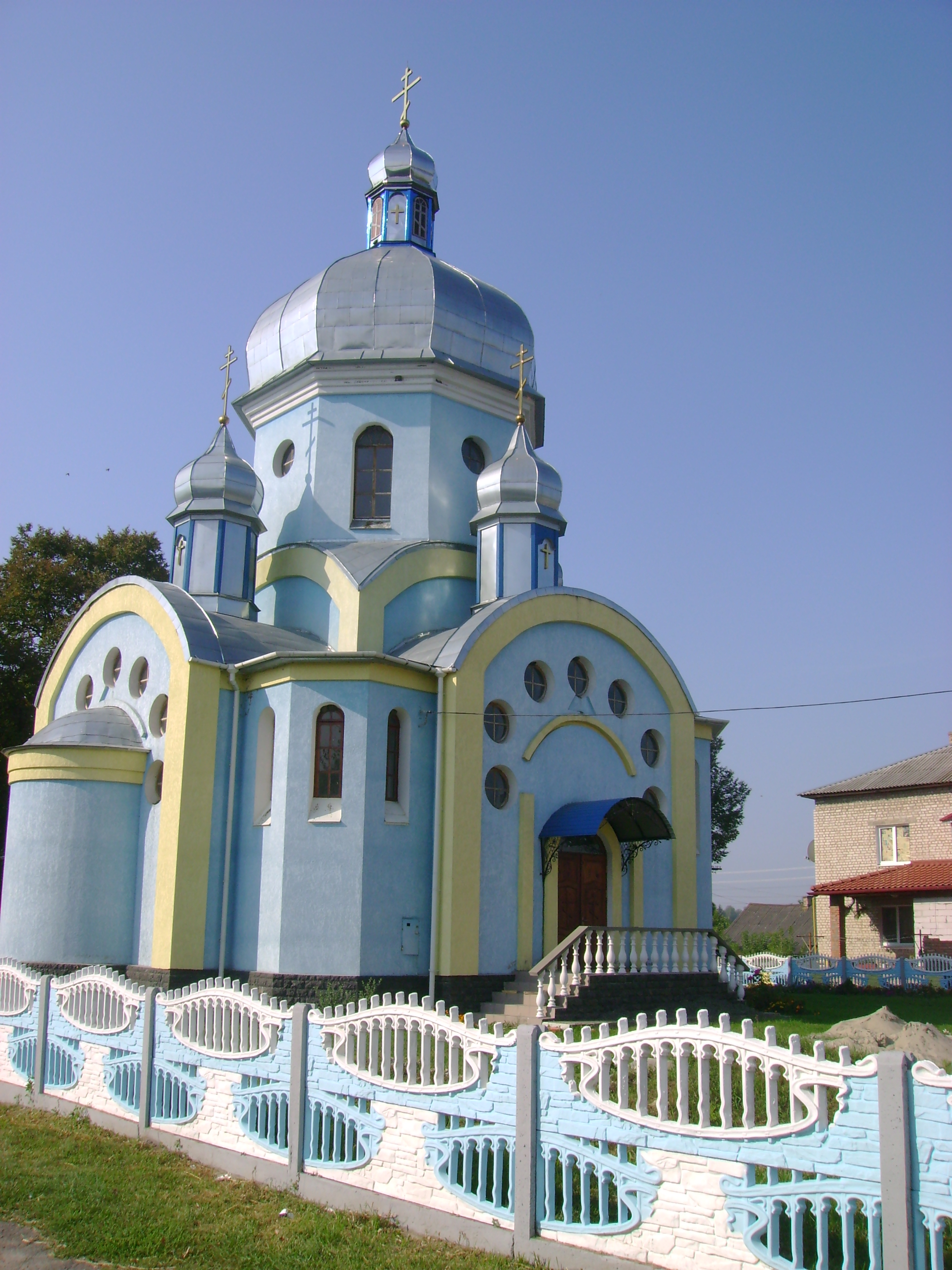
Cerkiew prawosławna
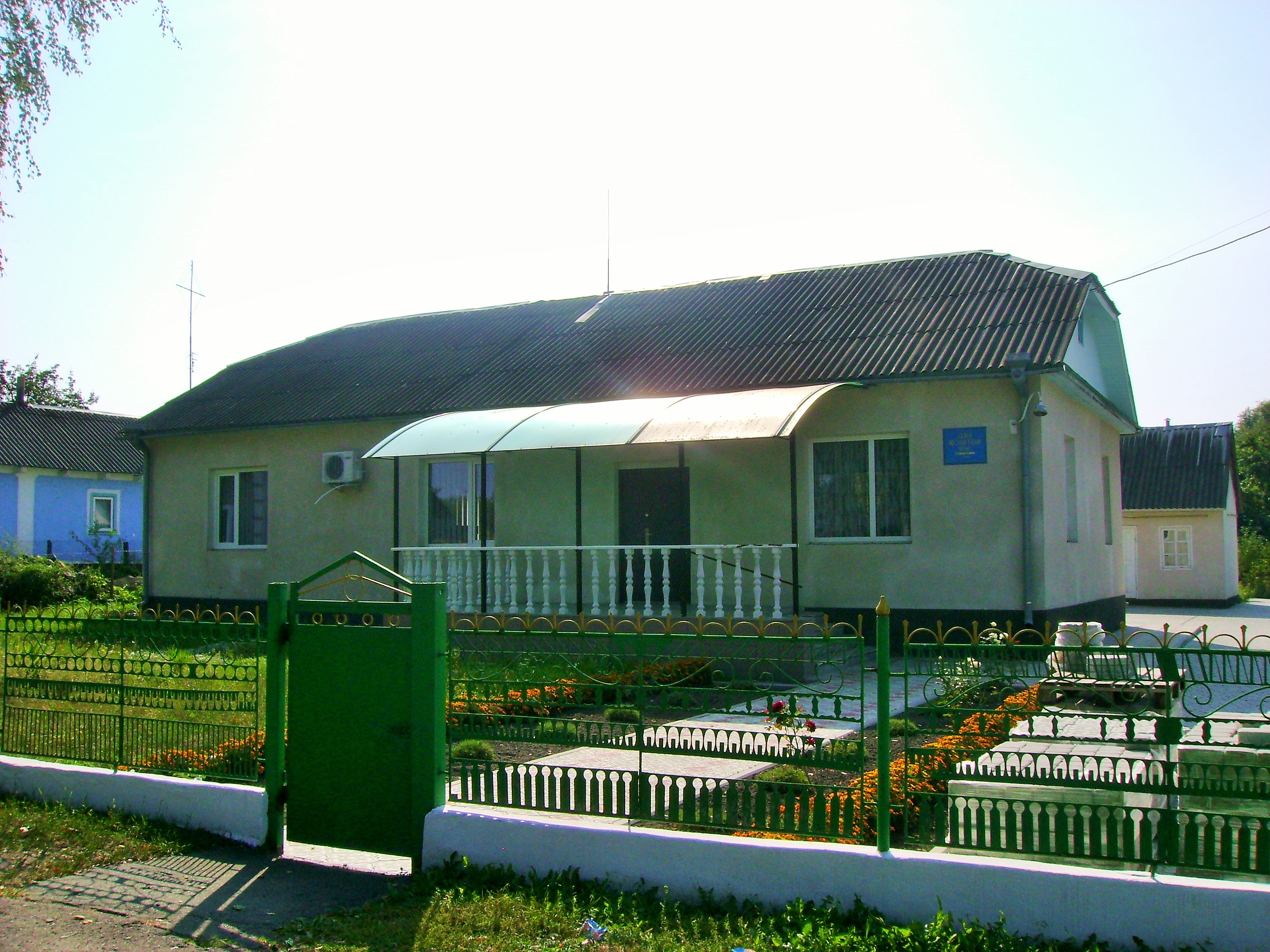
Dom modlitwy Kościoła Zielonoświątkowego